# 木荚红豆
木荚红豆（学名：Ormosia xylocarpa）为豆科红豆属下的一个种。

## 扩展阅读
維基物種上的相關：木荚红豆